# 5581 Mitsuko
5581 Mitsuko este un asteroid din centura principală de asteroizi.

## Descriere
5581 Mitsuko este un asteroid din centura principală de asteroizi. A fost descoperit pe 10 februarie 1989 la Tokushima de Masayuki Iwamoto și Takeshi Urata. Asteroidul prezintă o orbită caracterizată de o semiaxă mare de 2,38 ua, o excentricitate de 0,16 și o înclinație de 2,5° în raport cu ecliptica.